# یوسوکه موراکامی
یوسوکه موراکامی (انگلیسی: Yusuke Murakami؛ زادهٔ ۲۷ آوریل ۱۹۸۴) بازیکن فوتبال اهل ژاپن است.
از باشگاه‌هایی که در آن بازی کرده‌است می‌توان به باشگاه فوتبال آلبیرکس نیگاتا و باشگاه فوتبال کاشیوا ریسول اشاره کرد.